# パトリック・トーマス
パトリック・アラン・トーマス（Patrick Alan Thomas AM MBE, 1932年6月1日 - 2017年8月1日）は、オーストラリアの指揮者。
ブリスベンの生まれ。12歳の時にブリスベン市ホールで地元の交響楽団を指揮するユージン・オーマンディを見て音楽家になる決意を固めた。14歳でクイーンズランド交響楽団の第三フルート奏者となり、1947年にユージン・グーセンスのオーストラリアでの初めての指揮による演奏会で初舞台を踏んだ。1955年まで同団のフルート奏者を務めた後、しばらく会計士として働いたが、1958年にアン・ストリート長老教会聖歌隊を指揮して指揮者に転向する。その後、ブリスベン聖歌隊の副指揮者を務めたり、自らの名前を冠した合唱団を結成したりしていたが、1964年にシドニーのオーストラリア・エリザベス劇場の指揮者陣に加わっている。1965年からヘンリー・クリップスの指揮する西オーストラリア交響楽団の副指揮者を務め、1970年にはオーストラリア・オペラ・オーディション委員会の援助を受けてヨーロッパに遊学している。1973年に帰国後は、古巣のクイーンズランド交響楽団に常任指揮者として着任し、1977年までそのポストに留まった。1978年にはABCシンフォニアの音楽監督となり、1986年に解散するまで留任した。その後はフリーの立場で指揮活動を展開した。
1978年に大英帝国勲章メンバー、2014年にオーストラリア勲章メンバーを受章している。
シドニーにて没。